# Kick no Oni
Kick no Oni (japanisch キックの鬼) ist eine Manga-Serie von Ikki Kajiwara, die von 1969 bis 1971 in Japan erschienen ist. 1970 erschien eine Anime-Adaption von Studio Toei Doga, die auch als Kick Fiend, Devil Kick oder Kick-Boxing Demon bekannt wurde. Der Manga erzählt das Leben von Tadashi Sawamura.

## Inhalt
Hideki Shihara ist ein ehemaliger Karatekämpfer. Er verliert gegen einen Muay-Thai-Kämpfer, ein Sport der neu nach Japan gekommen ist. Daher beschließt er, unter dem Namen Tadashi Sawamura Kickboxen und Muay Thai zu lernen, unterstützt von seinem Trainer Endo und dem Manager Osamu Noguchi. Er fördert die Popularität des Sports in Japan und kämpft sich an die Spitze, bis 1968 schließlich das World Kickboxing Championship in Tokio stattfindet.

## Veröffentlichung
Der Manga erschien 1969 im Magazin Shōnen King beim Verlag Shōnen Gahōsha. Dieser brachte die Kapitel auch gesammelt in 6 Bänden heraus.

## Animeserie
Eine Adaption  als Anime entstand beim Studio Toei Animation unter der Regie von Yoshio Kurata, Yasuo Yamaguchi und Nobutaka Nishizawa. Die Drehbücher schrieben Kuniaki Oshikawa, Masaki Tsuji und Toyohiro Andō. Die 26 je 25 Minuten langen Folgen wurden vom 2. Oktober 1970 bis 26. März 1971 von Tokyo Broadcasting System in Japan ausgestrahlt.
Eine spanische Fassung wurde im Fernsehen von Venezuela und Mexiko gezeigt, eine portugiesische bei Rede Record.

### Synchronisation
| Rolle            | japanischer Sprecher (Seiyū) |
| ---------------- | ---------------------------- |
| Tadashi Sawamura | Koji Asakura                 |
| Etsuko           | Michiko Nomura               |
| Youko            | Minori Matsushima            |
| Hideki           | Yuuji Nishimoto              |
| Osamu Noguchi    | Kiyoshi Kobayashi            |

### Musik
Die Musik der Serie komponierte Asei Kobayashi. Das Vorspannlied ist Kick no Oni von Koji Asakura und der Shōnen Shōjo Gasshō Dan Mizuumi. Der Abspann ist unterlegt mit Kick no Akebono, gesungen von Koji Asakura.